# 東海アルミ箔
東海アルミ箔株式会社（とうかいアルミはく）は、神奈川県横浜市に本社を置いていた非鉄金属メーカーである。

## 沿革
明治後期、電灯とガス灯との競争に加え、ガス会社同士も競争を繰り広げていた。ガス管用の鉛管製造大手の日本鉛管は主に千代田瓦斯に卸しており、ライバルの東京瓦斯では、新たな鉛管メーカーの設立が求められていた。その頃、横浜電線の技術者であった八塚平治は、同社が古河鉱業に買収されたことを機に、電線会社（東京製線合資会社）と鉛管会社の設立を考えていた。東京瓦斯取締役の渡邊福三郎は八塚の起業と東京瓦斯を結びつけ、1911年（明治44年）11月16日に、東京ガスや東京渡辺銀行、旧横浜電線関係者などの出資により横浜市神奈川町字新町に東海鉛管株式会社設立。しかし、同業他社との競争に加え、ガス管に鉄管が使われるようになり、事業の見直しが求められた。大正に入り、散弾の製造を始めたが、品質上の問題があり、成果は得られなかった。1913年（大正2年）、東京高等工業学校（のちの東京工業大学）教授の手島精一の勧めにより、茶箱の内側に貼る薄い鉛板（茶鉛）と錫箔の製造を始める。茶鉛と錫箔は1915年に東京で開かれた国産博覧会に出品し好評を得て、宮内庁御用達となった。その後新町の工場が手狭になり、1918年に神奈川町字富家町に新工場を完成させた。1921年には大蔵省専売局よりタバコ包装用の錫箔を受注している。
世界で初めてロール圧延方式によりアルミ箔が製造されたのは1910年のスイスのネヘール社で、日本には1923年頃より、スイスから輸入された菓子類の包装として出回るようになった。東海鉛管は1930年にドイツのシュミット社より圧延機を購入し、日本初の機械圧延によるアルミ箔の製造に成功。翌1931年3月より本格生産を開始した。専売局が1932年に発売開始したタバコ「暁」は、1933年春より包装を錫箔からアルミ箔に変更。これはタバコ包装に日本で初めてアルミが採用されたものであり、全量が東海鉛管より納入された。1939年には、将来の業務拡大に備え、港北区大豆戸町に工場用地を取得した。
第二次世界大戦がはじまると、アルミ箔は不要不急品とみなされ、地金の配給停止の懸念が生じた。東海鉛管と、同業の古河電工、住友アルミニウム、日本製箔（現 UACJ製箔）の4社は1938年に「アルミニウム箔用原料配給懇話会」を結成し、民需用アルミ箔向けの原料の割り当てを当局に働きかけた。専売局の支援もあり割り当てを確保できたが、戦争の長期化によって1939年9月にはアルミの使用制限措置が取られ、錫箔や、タバコ包装に使われるようになったパラフィン紙の製造を行うようになった。1941年、商工省は「軽金属加工工業整備要綱」を打ち出した。この整備案では東海鉛管・日本製箔・古河電工の製箔部門の統合、住友アルミと高田アルミニューム製作所（昭和アルミニウムを経て、現在の昭和電工）の統合により2社体制とすることを図った。後者の統合案は住友が高田の生産設備を買収し実現したが、古河の圧延機を合併会社へ持ち出すことは軍が難色を示し、東海・日本製箔・古河の統合は破談となった。その後商工省は東海鉛管と日本製箔の合併を勧告した。これは事実上日本製箔を消滅させる内容であったため、同社は銅箔の納入先であった大阪造兵廠を通じて陸軍省に訴えかけ、最終的にこの合併は行われなかった。1943年12月、東海鉛管株式会社から東海金属株式会社に社名を変更した。1944年6月、専売局は「暁」の製造を中止し、アルミ箔の納入先が途絶えた。同じ頃、軍部からの要請により、金属箔のリボンを撒き、軍用機を電波探信儀の探知からかく乱する「電波妨害辺」の研究を行った。1945年5月29日、横浜大空襲を受け従業員3名と学徒1名が死亡、工場の大半を失った。同年8月31日付で従業員150人全員をいったん解雇し、翌日に事務員10人と技術者30人を再雇用して事業の再開を図った。1946年4月に鉛管、1948年11月にコンデンサ用薄箔の生産を再開、1949年6月には日本専売公社よりタバコ包装用アルミ箔を受注した。1965年には港北区大豆戸町に菊名工場を完成させ、タバコ包材を除く生産設備を富家町の本社工場から移管した。
1971年11月、神奈川県茅ヶ崎市の工業団地に用地を取得、翌1972年12月に箔の加工を行う茅ヶ崎工場の操業を開始した。圧延工場についても用地の選定を進め、横浜市金沢区の埋立地、戸塚区の下水処理場用地、御殿場市の工業団地などが検討されたが、筆頭株主であり原材料の取引関係がある日本軽金属蒲原製造所隣接の遊休地への進出を決定。1972年8月に用地売買契約を締結し、1973年7月に蒲原工場が竣工した。菊名工場隣接地には、東海金属全額出資で設立したトーカイ不動産により1972年より「トーカイ菊名ボウリング場」が開設されたが、ブームに乗れなかったこともあり1976年に撤退。同時期に工場自体も閉鎖され、土地は熊谷組に売却された。
1989年秋。昭和アルミニウム（2001年3月に昭和電工に吸収合併）との折半出資により、東京・門前仲町にアルファミック株式会社を設立、アルミホイルなど台所用品の販売を開始した。紙製の刃を採用したパッケージは、アルミホイルで初めてエコマーク商品に認定されている。2002年4月に東海アルミ箔が昭和電工の持ち分をすべて取得し、100%子会社とした。
1980年代後半のバブル景気では、同社も株式投資など財テクを行っていたがバブル崩壊がこれを直撃した。1991年3月期決算では営業利益14億8千万円に対し、金融収支の赤字は16億円に上った。長期借入金は年間売上高の1.7倍に相当する320億円に達し、24億円余りの金利負担は本業では賄えず、トーカイプラザの不動産収入でかろうじてしのげる状況であった。これと相前後し、1991年10月に東海金属株式会社から東海アルミ箔株式会社に社名を変更した。1993年3月期には23億4千万円の経常損失を計上し、自主再建を断念。日本軽金属に全面的な支援を要請した。コストダウンなどが功を奏し、2002年9月の中間決算ではおよそ17年ぶりの黒字を計上している。2005年3月、横浜銀行は23億円の債権放棄に応じ、同年4月には99%減資を行って資本金を約30億6000万円から約3060万円とした。同年5月には日本軽金属が第三者割当増資、横浜銀行がデットエクイティスワップにそれぞれ応じ、債務超過を解消した。これにより、日本軽金属の持株比率は18.7%から53.1%となった。同じ2005年5月には、東洋アルミニウムと包括的な業務提携を結んだ、2007年5月、日本軽金属は株式交換により完全子会社化を決定。株式交換発効日である同年10月1日に、日本軽金属は東海アルミ箔の全株式を完全子会社である東洋アルミニウムに譲渡した。これにより、東海アルミ箔は東洋アルミニウムの100%子会社で、かつ日本軽金属の孫会社となった。2016年4月1日に、東洋アルミニウムは東海アルミ箔を吸収合併した。

## 製品
菓子・乳製品・医薬品・タバコなどの包装用アルミ箔、防水シート、電子部品材料などを製造する。アルミホイルやアルミカップなどの日用品については、子会社のアルファミックを通じて販売している。

## 事業所
- 本社 - 〒220-0004 神奈川県横浜市西区北幸2丁目6-1
- 蒲原工場  - 〒421-3203 静岡県静岡市清水区蒲原4984
- 茅ヶ崎工場 - 〒253-0071 神奈川県茅ヶ崎市萩園826
- 矢畑工場・物流センター - 〒253-0085 神奈川県茅ヶ崎市矢畑千ノ川上1071
- 苫小牧工場 - 〒053-0002 北海道苫小牧市晴海町43-3

## 東神奈川トーカイプラザ

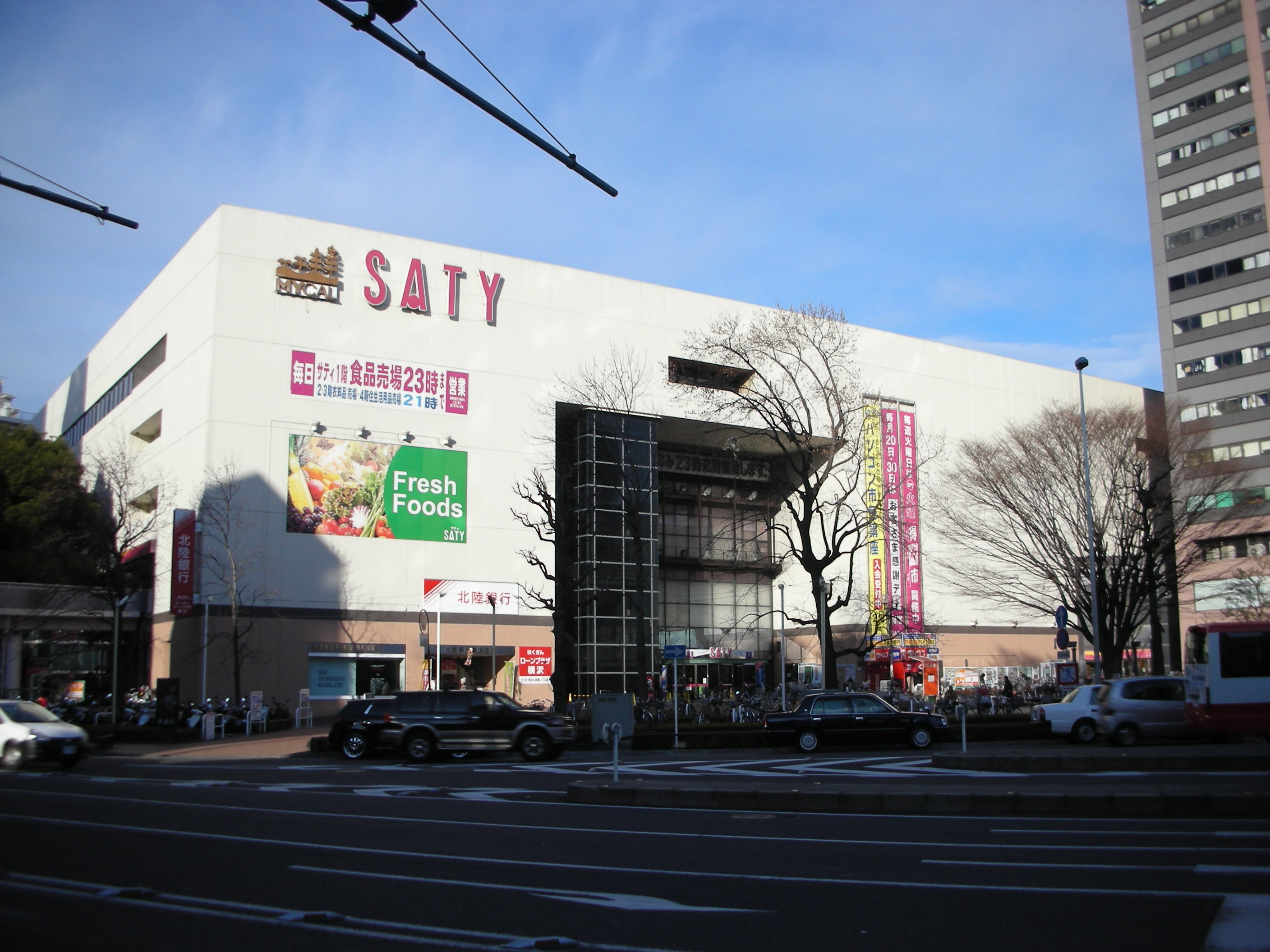
旧本社工場跡は、イオン東神奈川店や神奈川公会堂、高層マンションからなる「トーカイプラザ」となっている

富家町の本社工場は東神奈川駅前に位置し、三方を横浜新道・第二京浜国道・横浜上麻生道路に囲まれ、東側は済生会神奈川県病院に隣接する立地条件から、交通事情の悪化や公害規制により工場の存続は難しくなっていた。メインバンクの横浜銀行は、横浜市住宅供給公社が空中権を買い取る形で工場跡地に高層住宅を建設するプランを提案。公社との共同事業として計画を進めていたが、1972年6月に公社の担当幹部に不祥事が発生し、東海金属の単独事業として進めることとなった。再開発計画の名称について、社名の「トーカイ」と企業・商店・地域住民が一堂に会する中心地の「プラザ」をあわせ、「東神奈川トーカイプラザ」と命名した。1974年1月には22階建てマンション2棟、12階建てオフィス棟、4階建てショッピングセンターと駐車場からなる基本計画を決定したが、オイルショックによる建設費高騰により、計画を大幅に縮小し、同年末に地下1階・地上22階建て高層棟、地下1階・地上5階建て低層棟、地上2階建ての公会堂の計3棟の建築に変更した。トーカイ不動産は東海金属100%出資の子会社のであったが、日本開発銀行からは外部資本の導入が融資の条件であった。1976年2月、東海金属のほか熊谷組と日本軽金属子会社の日軽不動産から各15%の出資により、事業主体となる株式会社トーカイプラザを設立（1988年4月に東海金属に吸収合併）。同年4月に起工式を実施、約2年半の工期ののち1978年9月に竣工した。低層棟にはニチイ（東神奈川サティ→イオン東神奈川店を経て、現在はイオンスタイル東神奈川）や北陸銀行横浜支店が入居。高層棟は「スカイハイツトーカイ」の名称で、高さは78.7mである。低層棟は1994年1月、高層棟は1999年2月に、経営再建のため神奈川商事（2000年3月に東海アルミ工業に社名変更）に売却されている。